# Luc Mathieu
Pour les articles homonymes, voir Mathieu.
Luc Mathieu, né en juin 1974, est un journaliste français.

## Biographie
Luc Mathieu, diplômé de l'ISEN et de l'ESJ de Lille, commence sa carrière de journaliste à Sciences et Avenir, puis à L'Usine nouvelle. 
Devenu journaliste indépendant, il travaille à Kaboul de 2008 à 2011.
À son retour en France, il rejoint Libération comme reporter, où il couvre principalement le Moyen-Orient.
En 2015, il remporte le prix Albert-Londres pour sa série d'articles sur le djihad réalisés en Syrie, au Kurdistan et en Irak ,,.